# Cardiorhinus chilensis
Cardiorhinus chilensis is een keversoort uit de familie kniptorren (Elateridae). De wetenschappelijke naam van de soort is voor het eerst geldig gepubliceerd in 1983 door Golbach.